# Рамагупта
Рамагупта (*रामगुप्त, д/н —380) — махараджахіраджа (імператор) в Індії у 375–380 роках.

## Життєпис
Походив з династії Гуптів. Син Самудрагупти, після смерті якого у 375 році успадкував трон і титул махараджихіраджи. Про його життя відомо замало. Мав намір розширити кордони імперії. Розпочав війну проти західних кштаріїв (саків) у Малві (сучасний Гуджарат), проте зазнав поразки від царя Рудрасімха III, внаслідок чого Рамагупта вимушений був погодитися на тяжкі умови миру. Окрім всього, погодився передати царю кштаріїв свою дружину. Це викликало спротив його брата Чандрагупти, який зумів врятувати Дхрувадеві та вбити Рудрасімху. Після цього авторитет Рамагупти у державі впав, що дозволило у 380 році Чандрагупті здійснити заколот й стати новим махараджахіраджой.